# Anzygina agni.
Anzygina agni. är en insektsart som först beskrevs av Knight 1976.  Anzygina agni. ingår i släktet Anzygina och familjen dvärgstritar. Inga underarter finns listade i Catalogue of Life.